# Освица
Осви́ца (бел. Асві́ца) — река в Слуцком и Стародорожском районах Минской области Белоруссии, правый приток реки Орессы (бассейн Припяти).
Длина реки — 10,7 км. Берёт начало в урочище Кайково в 4 км к юго-востоку от деревни Гутница Слуцкого района. Течёт на юго-восток через сосновые и берёзовые леса. Устье находится в 1 км к северо-востоку от деревни Новоселки Стародорожского района.